# Axinyssa aplysinoides
Axinyssa aplysinoides är en svampdjursart som först beskrevs av Arthur Dendy 1922.  Axinyssa aplysinoides ingår i släktet Axinyssa och familjen Halichondriidae. Inga underarter finns listade i Catalogue of Life.